# Indianapolis 500 1996

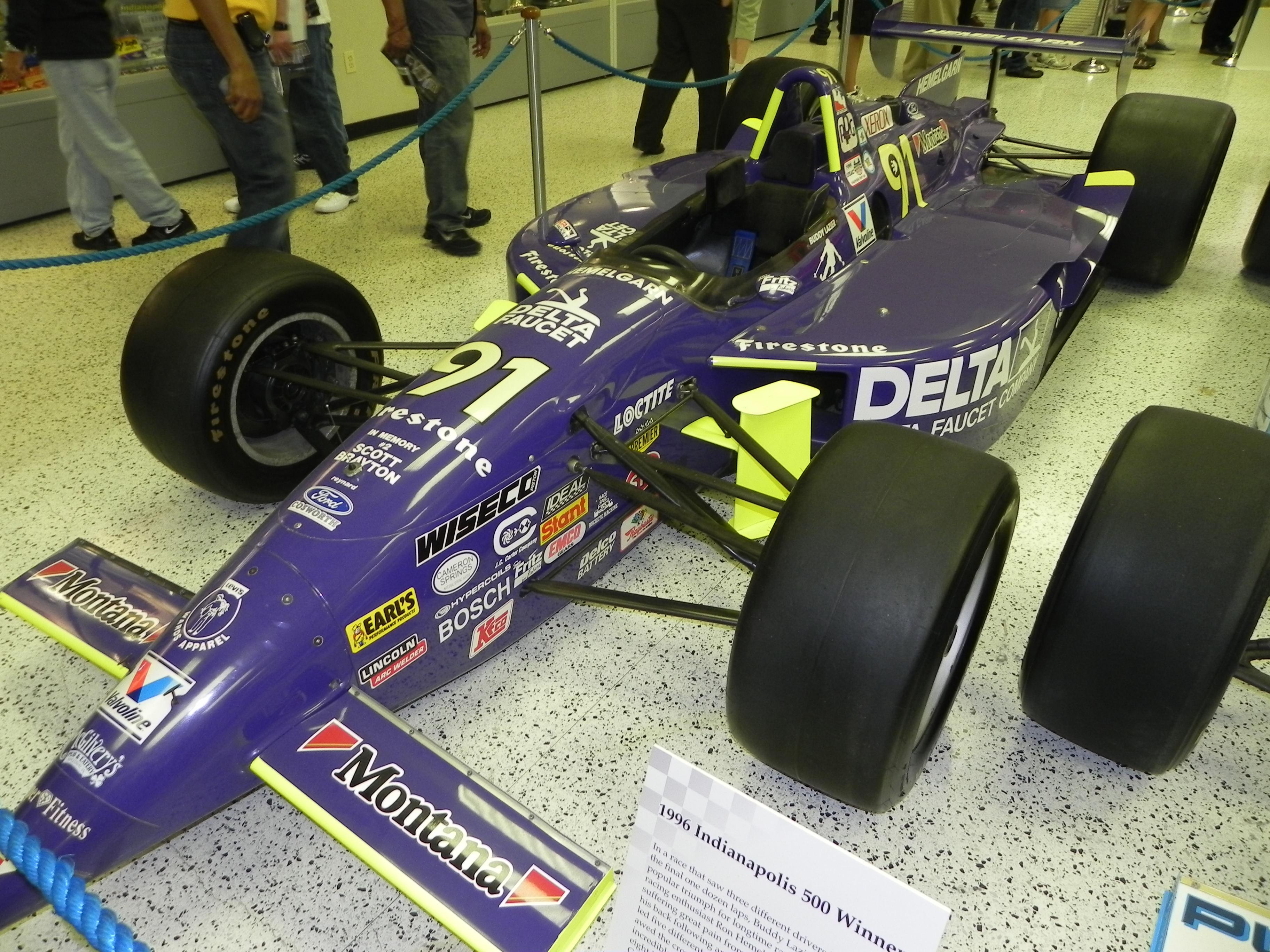
Das Siegerauto von 1996 des Hemelgarn Racing Teams

Das 80. Indianapolis 500 (offiziell 80th Running of the Indianapolis 500) auf dem Indianapolis Motor Speedway fand am 26. Mai 1996 statt und ging über eine Distanz von 200 Runden à 4,023 km, was einer Gesamtdistanz von 804,672 km entspricht.

## Startaufstellung
| Reihe | Innen | Innen               | Mitte | Mitte               | Außen | Außen            |
| ----- | ----- | ------------------- | ----- | ------------------- | ----- | ---------------- |
| 1     | 20    | Tony Stewart        | 70    | Davy Jones          | 7     | Eliseo Salazar   |
| 2     | 3     | Eddie Cheever       | 91    | Buddy Lazier        | 21    | Roberto Guerrero |
| 3     | 8     | Alessandro Zampedri | 22    | Michel Jourdain jr. | 12    | Buzz Calkins     |
| 4     | 14    | Davey Hamilton      | 60    | Mike Groff          | 33    | Michele Alboreto |
| 5     | 9     | Stéphan Grégoire    | 30    | Mark Dismore        | 4     | Richie Hearn     |
| 6     | 64    | Johnny Unser        | 18    | John Paul jr.       | 45    | Lyn St. James    |
| 7     | 27    | Jim Guthrie         | 5     | Arie Luyendyk       | 11    | Scott Sharp      |
| 8     | 41    | Marco Greco         | 54    | Robbie Buhl         | 96    | Paul Durant      |
| 9     | 90    | Racin Gardner       | 10    | Brad Murphey        | 16    | Johnny Parsons   |
| 10    | 34    | Fermín Vélez        | 75    | Johnny O’Connell    | 52    | Hideshi Matsuda  |
| 11    | 43    | Joe Gosek           | 44    | Scott Harrington    | 32    | Danny Ongais*    |

Anmerkung: * Scott Brayton fuhr in der Qualifikation die Pole-Position heraus. Am 17. Mai kam er bei einem Trainingsunfall ums Leben. Danny Ongais übernahm sein Auto, gemäß den Regeln musste Ongais am Ende des Feldes starten.

## Klassifikationen

### Endresultat
| Pos. | Nr. | Fahrer                  | Team                    | Chassis     | Motor                | R. | Rd. | Zeit/ Rückstand  | Stopps | Start | Führungs- runden | Punkte |
| ---- | --- | ----------------------- | ----------------------- | ----------- | -------------------- | -- | --- | ---------------- | ------ | ----- | ---------------- | ------ |
| 1    | 91  | Buddy Lazier            | Hemelgarn Racing        | Reynard 95I | Ford Cosworth XB     | F  | 200 | 3:22:45.753      | 5      | 5     | 43               | 35     |
| 2    | 70  | Davy Jones              | Galles Racing           | Lola T95/00 | Mercedes-Ilmor IC108 | G  | 200 | 0.695            | 5      | 2     | 46               | 33     |
| 3    | 4   | Richie Hearn (R)        | Della Penna Motorsports | Reynard 95I | Ford Cosworth XB     | G  | 200 | 7.019            | 6      | 15    |                  | 32     |
| 4    | 8   | Alessandro Zampedri     | Team Scandia            | Lola T95/00 | Ford Cosworth XB     | G  | 199 | Unfall           | 6      | 7     | 20               | 31     |
| 5    | 21  | Roberto Guerrero        | Pagan Racing            | Reynard 95I | Ford Cosworth XB     | G  | 198 | Unfall           | 6      | 6     | 47               | 30     |
| 6    | 7   | Eliseo Salazar          | Team Scandia            | Lola T95/00 | Ford Cosworth XB     | G  | 197 | Unfall           | 8      | 3     |                  | 29     |
| 7    | 32  | Danny Ongais            | Team Menard             | Lola T95/00 | Menard Indy V-6      | F  | 197 | 3 Rd.            | 8      | 33    |                  | 28     |
| 8    | 52  | Hideshi Matsuda         | Beck Motorsports        | Lola T94/00 | Ford Cosworth XB     | F  | 197 | 3 Rd.            | 7      | 30    |                  | 27     |
| 9    | 54  | Robbie Buhl (R)         | Beck Motorsports        | Lola T94/00 | Ford Cosworth XB     | F  | 197 | 3 Rd.            | 6      | 23    |                  | 26     |
| 10   | 11  | Scott Sharp             | A. J. Foyt Enterprises  | Lola T95/00 | Ford Cosworth XB     | G  | 194 | Unfall           | 5      | 21    |                  | 25     |
| 11   | 3   | Eddie Cheever           | Team Menard             | Lola T95/00 | Menard Indy V-6      | F  | 189 | 11 Rd.           | 7      | 4     |                  | 24     |
| 12   | 14  | Davey Hamilton (R)      | A. J. Foyt Enterprises  | Lola T95/00 | Ford Cosworth XB     | G  | 181 | 19 Rd.           | 5      | 10    |                  | 23     |
| 13   | 22  | Michel Jourdain jr. (R) | Team Scandia            | Lola T95/00 | Ford Cosworth XB     | G  | 177 | 23 Rd.           | 5      | 8     |                  | 22     |
| 14   | 45  | Lyn St. James           | Zunne Group Racing      | Lola T94/00 | Ford Cosworth XB     | G  | 153 | Unfall           | 5      | 18    |                  | 21     |
| 15   | 44  | Scott Harrington (R)    | Della Penna Motorsports | Reynard 95I | Ford Cosworth XB     | G  | 150 | Unfall           | 6      | 32    |                  | 20     |
| 16   | 5   | Arie Luyendyk (W)       | Byrd/Treadway Racing    | Reynard 94I | Ford Cosworth XB     | F  | 149 | Defekt           | 5      | 20    |                  | 19     |
| 17   | 12  | Buzz Calkins (R)        | Bradley Motorsports     | Reynard 95I | Ford Cosworth XB     | F  | 148 | Bremsen          | 6      | 9     |                  | 18     |
| 18   | 27  | Jim Guthrie (R)         | Blueprint Racing        | Lola T93/00 | Menard Indy V-6      | F  | 144 | Motor            | 4      | 19    |                  | 17     |
| 19   | 30  | Mark Dismore (R)        | Team Menard             | Lola T95/00 | Menard Indy V-6      | F  | 129 | Motor            | 6      | 14    |                  | 16     |
| 20   | 60  | Mike Groff              | Walker Racing           | Reynard 95I | Ford Cosworth XB     | G  | 122 | Motor            | 4      | 11    |                  | 15     |
| 21   | 34  | Fermín Vélez (R)        | Team Scandia            | Lola T95/00 | Ford Cosworth XB     | G  | 107 | Motor            | 2      | 28    |                  | 14     |
| 22   | 43  | Joe Gosek (R)           | Team Scandia            | Lola T94/00 | Ford Cosworth XB     | G  | 106 | Kühler           | 5      | 31    |                  | 13     |
| 23   | 10  | Brad Murphey (R)        | Hemelgarn Racing        | Reynard 94I | Ford Cosworth XB     | F  | 91  | Aufhängung       | 2      | 26    |                  | 12     |
| 24   | 20  | Tony Stewart (R)        | Team Menard             | Lola T95/00 | Menard Indy V-6      | F  | 82  | Motor            | 4      | 1     | 44               | 11     |
| 25   | 90  | Racin Gardner (R)       | Team Scandia            | Lola T94/00 | Ford Cosworth XB     | G  | 76  | Aufhängung       | 5      | 25    |                  | 10     |
| 26   | 41  | Marco Greco             | A. J. Foyt Enterprises  | Lola T94/00 | Ford Cosworth XB     | G  | 64  | Motor            | 2      | 22    |                  | 9      |
| 27   | 9   | Stéphan Grégoire        | Hemelgarn Racing        | Reynard 95I | Ford Cosworth XB     | F  | 59  | Elektrik         | 2      | 13    |                  | 8      |
| 28   | 16  | Johnny Parsons          | Blueprint Racing        | Lola T93/00 | Menard Indy V-6      | F  | 48  | Kühler           | 1      | 27    |                  | 7      |
| 29   | 75  | Johnny O’Connell (R)    | Cunningham Racing       | Reynard 95I | Ford Cosworth XB     | F  | 47  | Kraftstoffzufuhr | 2      | 29    |                  | 6      |
| 30   | 33  | Michele Alboreto (R)    | Team Scandia            | Reynard 95I | Ford Cosworth XB     | G  | 43  | Getriebe         | 3      | 12    |                  | 5      |
| 31   | 18  | John Paul jr.           | PDM Racing              | Lola T93/00 | Menard Indy V-6      | G  | 10  | Elektrik         | 2      | 17    |                  | 4      |
| 32   | 96  | Paul Durant (R)         | ABF Motorsports         | Lola T92/00 | Buick Indy V-6       | G  | 9   | Motor            |        | 24    |                  | 3      |
| 33   | 64  | Johnny Unser (R)        | Project Indy            | Reynard 95I | Ford Cosworth XB     | G  | 0   | Getriebe         |        | 16    |                  | 2      |

(W) früherer Gewinner / (R) Rookie / G Goodyear Reifen F Firestone Reifen / Gelbphasen: 10 für 59 Rd.

## Führungsrunden
| Fahrer              | Team             | Anzahl |
| ------------------- | ---------------- | ------ |
| Roberto Guerrero    | Pagan Racing     | 47     |
| Davy Jones          | Galles Racing    | 46     |
| Tony Stewart        | Team Menard      | 44     |
| Buddy Lazier        | Hemelgarn Racing | 43     |
| Alessandro Zampedri | Team Scandia     | 20     |